# Isekai de Mofumofu Nadenade Suru Tameni Ganbattemasu
Isekai de Mofumofu Nadenade Suru Tameni Ganbattemasu (jap. 異世界でもふもふなでなでするためにがんばってます。) ist ein japanischer Online-Fortsetzungsroman von Himawari, der seit 2012 erscheint und seither in mehrere andere Medien umgesetzt wurde. Adaptionen als Light Novel, Manga und Anime wurden international als Fluffy Paradise bekannt. Die Isekai-Geschichte dreht sich um eine Japanerin, die als kleines Mädchen in einer Fantasy-Welt wiedergeboren wird und dort die Fähigkeit hat, alle Tiere zähmen und streicheln zu können. 

## Inhalt
Die 27 Jahre alte Angestellte Midori Akitsu stirbt eines Abends an Überarbeitung. Für ihr früheres, mühsames Leben wird ihr von der Göttin ein Wunsch für ihre Wiedergeburt in einer anderen Welt gewährt. Dort soll sie die Menschen prüfen, ob sie es wert sind, dass ihre Welt erhalten wird. Midori liebte es ihr Leben lang, Tiere zu streicheln, und wünscht sich eben das als besondere Fähigkeit. So wird sie in einer fantastischen anderen Welt als Nefertima wiedergeboren, jüngste Tochter der Adelsfamilie Osphe. Ihren älteren Geschwister sind Ralph und Karna, ihre Eltern Herzog Daleland und Cerulia arbeiten am Hof des Königs. Als Nefertima, genannt Neema, drei Jahre alt ist, zeigen sich ihre Fähigkeiten im Umgang mit Tieren. Selbst heilige Tierwesen sind zutraulich zu ihr und lassen sich streicheln. So freundet sie sich bei einem Besuch im Palast sofort mit dem Himmelstiger Lars an, der dort wohnt. Aber auch der Prinz und der König schließen das kleine Mädchen sofort ins Herz und laden sie ein, häufiger im Palast zu Besuch zu kommen. Prinz Wilhelt ist ihr gegenüber zwar frech und grob, nimmt sie gegenüber anderen aber in Schutz.
Bald trifft Neema bei der Magieprüfung ihrer älteren Schwester auf einen riesigen, gefährlichen Drachen. Der Feuerdrache mit Namen Sol ist jedoch ebenfalls von ihrer Fähigkeit beeinflusst und gewährt ihr seinen Schutz. So zeigen sich bald, als Neema die Tierwesen des Königs besuchen darf, auch die dortigen Drachen zutraulich. Auch die anderen monsterhaften Tiere des Königs sind ihr erstaunlich ergeben. Das beeindruckt nicht nur die Tierhüter und die Wachen des Königs, sondern sorgt auch für Gerüchte und Misstrauen am Hofe. Doch der König stellt Neema unter seinen Schutz und gewährt ihr, gegen den Wunsch der Kirche, weiter bei ihrer Familie aufzuwachsen und ihre wohl magischen Kräfte zu schulen. Am Hof werden ihr viele Freiheiten gewährt, verspricht sich das Land doch einiges von ihren Fertigkeiten. Vor allem werden ihr die Tiere des Landes gezeigt, mit denen sie schnell Freundschaft schließt, und auch unter den Menschen am Hofe gewinnt Neema schnell viele Freunde.

## Online- und Print-Veröffentlichungen
Die von Himawari geschriebene Geschichte erscheint seit 2012 im Online-Portal Shōsetsuka ni Narō. 2016 wurde die Serie vom Verlag Futabasha lizenziert und in einer Fassung als Light Novel mit Illustrationen von Kirouran veröffentlicht. Diese im September 2016 gestartete Reihe umfasst bisher 15 Bände und erscheint bei Cross Infinite World auf Englisch.
Im November 2017 wurde eine von Yuriko Takagami geschriebene und gezeichnete Adaption als Manga im Magazin Gaugau Monster gestartet. Die Sammelband-Ausgabe dieser Serie umfasst bisher 15 Bände (Stand: Mai 2025). Eine englische Übersetzung erscheint bei Coolmic. Seit September 2022 erscheint ebenfalls im Gaugau Monster der Ableger-Manga Isekai de Mofumofu Nadenade Suru Tameni Ganbattemasu. Danshi-bu. Er wird geschrieben und gezeichnet von Kugeko Warabino, die Sammel-Ausgabe umfasst bisher einen Band.

## Anime-Fernsehserie
Unter der Regie von Jun'ichi Kitamura entstand beim Studio EMT Squared eine Umsetzung als Anime-Fernsehserie. Die Drehbücher der zwölf 23 Minuten langen Folgen schrieb Deko Akao. Das Charakterdesign wurde von Asami Miyazaki für die Animationen adaptiert und die künstlerische Leitung lag bei Shunsuke Suzuki. Die Tonarbeiten leitete Yuichi Imaizumi und für die Kameraführung war Toshiya Kimura zuständig.
Der Anime wurde im Juli 2022 erstmals angekündigt. Die Ausstrahlung der Serie begann am 7. Januar 2024 bei den Sendern Tokyo MX, BS11 und Yomiuri TV. Die letzte Folge wurde am 24. März 2024 gezeigt. Parallel zur Ausstrahlung in Japan erfolgte die internationale Veröffentlichung auf der Plattform Crunchyroll mit Untertiteln unter anderem auf Deutsch und Englisch.

### Synchronisation
| Rolle                   | japanischer Sprecher (Seiyū) |
| ----------------------- | ---------------------------- |
| Nefertima „Neema“ Osphe | Ai Kakuma                    |
| Göttin                  | Shinichirō Miki              |
| Karna Osphe             | Haruki Iwata                 |
| Ralph Osphe             | Shūichirō Umeda              |
| Daleland Osphe          | Tōru Furuya                  |
| Cerulia Osphe           | Ayumi Tsunematsu             |
| Prinz Wilhelt           | Genki Okawa                  |
| Sol                     | Kenji Nomura                 |

### Musik
Die Musik der Serie wurde komponiert von Ryūnosuke Kasai und Satoshi Hōno. Das Vorspannlied ist Cotton Days von Sizuk und für den Abspann verwendete man das Lied Fuwafuwa party Tsurarete happy von harmoe.